# Paratropis urku
Espèce
Paratropis urku est une espèce d'araignées mygalomorphes de la famille des Paratropididae.

## Distribution
Cette espèce est endémique de la province de Pichincha en Équateur,. Elle se rencontre vers Cayambe.

## Description
Le mâle holotype mesure 11,29 mm et la femelle paratype 12,32 mm.

## Systématique et taxinomie
Cette espèce a été décrite par Tauber, Perafán et Pérez-Miles en 2025.

## Publication originale
- Tauber, Perafán & Pérez-Miles, 2025 : « Hidden cryptic spiders: eight new species of Paratropis from Colombia and Ecuador (Araneae, Paratropididae). » European Journal of Taxonomy, vol. 997, p. 51-76 (texte intégral).